# Rirette Maîtrejean
Rirette Maîtrejean (Sent Maissenç, 14 d'agost de 1887- Limeil-Brévannes, 11 de juny de 1968) és el pseudònim d'Anna Henriette Estorges, una anarcoindividualista francesa que va col·laborar, juntament amb Émile Armand i Albert Libertad, en la revista anarcoindividualista L'Anarchie.

## Biografia
Rirette va néixer amb el nom d'Anna Henriette Estorges en un ambient rural. Als setze anys, perd el pare i no pot, a falta de diners, fer-se institutriu.
Després de descartar un matrimoni concertat per la seva mare, arriba a París l'any 1904. Allà hi descobreix la vida de les costureres, però fa classe a la Sorbona, i posteriorment a les universitats populars, que van sorgir llavors (la primera va ser creada per l'anarquista Georges Deherme). Va freqüentar les xerrades populars, guiades per Albert Libertad, editor del diari L'Anarchie i s'apuntava a les sortides al camp que organitzaven els individualistes, que defensaven l'amor lliure.
Es va casar amb Louis Maîtrejean, seller, l'any 1906 i va donar llum a dues filles: Mad i Sarah. Després de separar-se del seu marit, va anar a viure amb Maurice Vandamme, anomenat també Mauricius, un dels principals col·laboradors del diari L'anarchie.
El 30 de juliol de 1908, en prendre part en una manifestació en solidaritat amb els peons, que estan en vaga des de l'1 de maig, la processó és violentment carregada pels dragons, que no dubten a disparar a la multitud, provocant quatre morts i dos-cents ferits, d'entre els quals Rirette, que és rep un tret a la cama.

### La banda de Bonnot

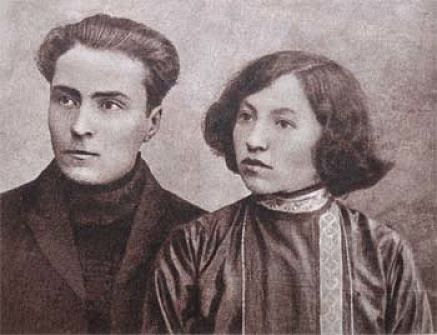
Victor Serge i Rirette Maitrejean.

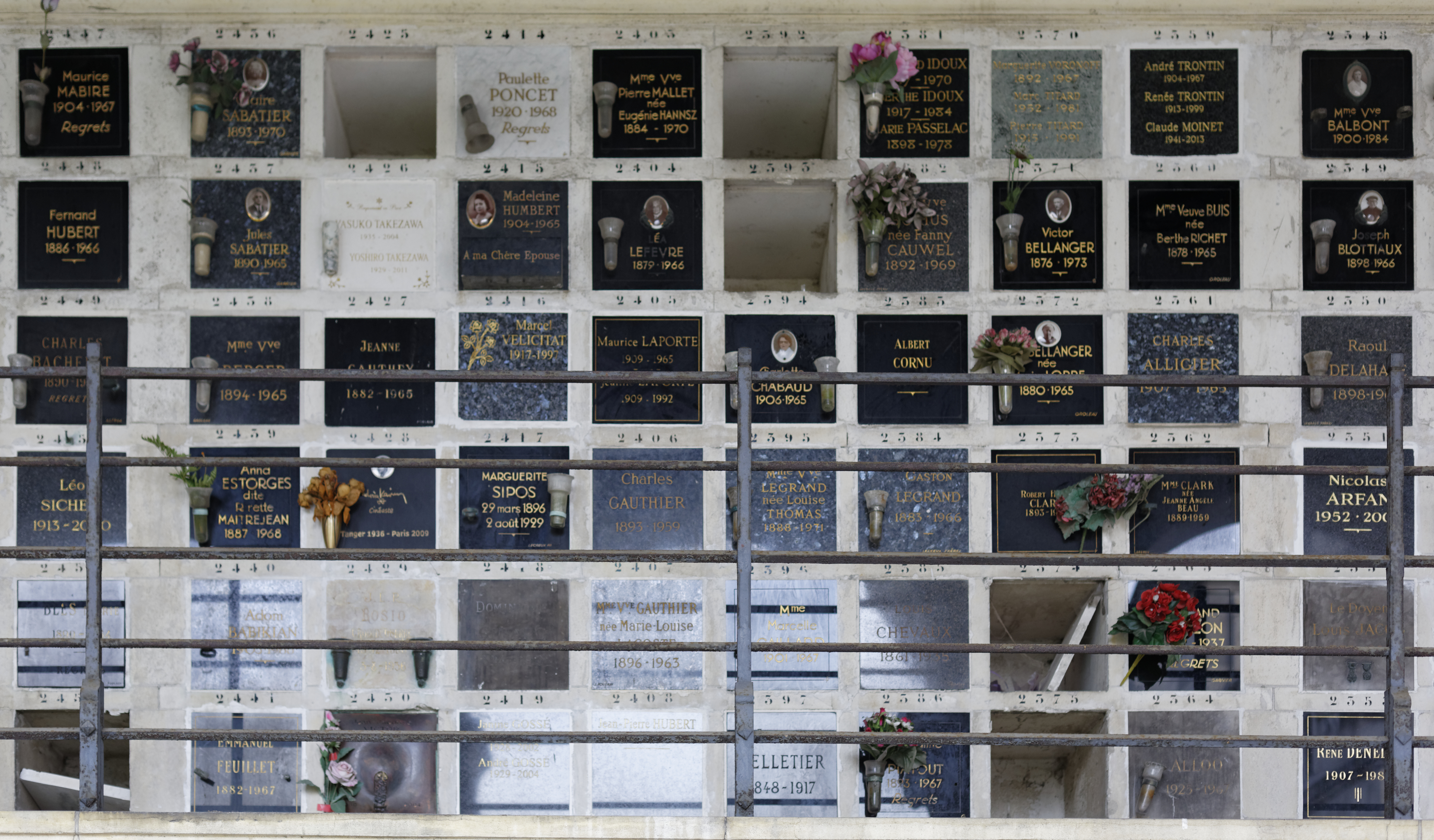
Tomba de Rirette al cementiri del Père-Lachaise.

L'any 1909, va esdevenir la parella de Viktor Lvovitch Kibaltchich, més conegut amb el nom de Victor Serge.
El 31 de gener de 1912, la parella és buscada per la policia en el marc de la investigació de la banda de Bonnot. Van interrogar Rirette en diverses ocasions abans de ser detinguda el 5 de març de 1912 per l'ocultació d'un revòlver, poc després que les accions de la banda haguessin causat una escalada sagnant a Chantilly. El febrer de 1913, va ser jutjada en el procés dels supervivents de la banda. Va ser absolta, però Victor Serge va ser condemnat a 5 anys de presó. Ella s'hi va casar el d'agost de 1915, mentre ell complia la seva condemna. Quan va ser posat en llibertat, el gener de 1917, Victor Serge va ser expulsat de França. Es van reunir llavors a Barcelona, després es van barallar i ell va marxar a la Rússia bolxevic.
Va publicar en el diari « Le Matin » els seus Souvenirs d'anarchie (Records d'anarquia), del 19 al 31 de 1913, que mostraven amargament l'entorn individualista, que li va ser rebel·lat fortament.

### Correctora de premsa
Tot seguit, va treballar com a tipògrafa, abans de convertir-se en correctora de premsa i d'integrar-se al sindicat de correctors, l'any 1923. Durant els anys 30, s'instal·la a Le Pré-Saint-Gervais, on viu amb Maurice Merle, sindicalista dels obrers de Renauls, i col·labora a La Revue anarchiste. Després de la Segona Guerra Mundial, es fa amiga de l'escriptor Albert Camus i treballa com a correctora del diari Libération, fins a l'any 1953, i a partir de llavors, a Éditions Flammarion.
També es mobilitza molt, juntament amb altre intel·lectuals, per l'alliberament de Victor Serge del gulag on l'havia enviat Stalin. A més, col·laborarà, l'any 1959, en el diari Liberté, fundat per Louis Lecoin.
Al final de la seva vida, es va anar tornant cega de mica en mica. Mor l'11 de juny de 1968. Les seves cendres es troben al columbari del cementiri del Père-Lachaise.